# Carney (Schiff)
Die Carney ist ein Zerstörer der United States Navy und trägt die Schiffskennung DDG-64. Sie gehört der Arleigh-Burke-Klasse an und ist nach Admiral Robert Carney benannt, der als Chief of Naval Operations Oberbefehlshaber der Navy unter Präsident Eisenhower war.

## Geschichte

### Bau
DDG-64 wurde 1991 als Schiff der Variante Flight I der Arleigh-Burke-Klasse in Auftrag gegeben. Im August 1993 wurde der Zerstörer bei Bath Iron Works auf Kiel gelegt und lief im Juli des folgenden Jahres vom Stapel. Die Benennung nach dem verdienten Marineadmiral Robert Bostwick Carney erfolgte gemäß dem Bezeichnungssystem für Schiffe der Streitkräfte der Vereinigten Staaten. Taufpatin für das Schiff war Betty Tausig, die Tochter Admiral Carneys. Offizielle Indienststellung von Carney war am 13. April 1996. Seit Indienststellung führt sie das Namenspräfix „U.S.S.“, auch in der Schreibweise „USS“, das für United States Ship steht.
Ihr Heimathafen ist Naval Station Mayport bei Jacksonville (Florida).

### Einsätze
Ihre erste Fahrt führte die Carney 1997/1998 mit dem Flugzeugträger George Washington durch, 1999 verlegte sie zu Übungen ins Mittelmeer. 2002 führte sie Manöver vor Puerto Rico mit der John F. Kennedy durch. Im selben Jahr nahm die Carney an der Operation Enduring Freedom teil. Währenddessen, am 10. Juni, kam Verteidigungsminister Donald Rumsfeld in Manama, Bahrain an Bord.
2006 nahm der Zerstörer an den Übungen UNITAS und PANAMAX teil, 2007 dann an einer Verlegung im Rahmen von Maritime Security Operations als Geleitschutz der Harry S. Truman. Anfang 2010 lief die Carney an der Seite der Dwight D. Eisenhower aus. Ziel der Fahrt war der Nahe Osten, wo die Kampfgruppe die US-Streitkräfte im Irak und die Piratenbekämpfung vor Somalia unterstützte. Im Sommer 2011 fuhr der Zerstörer drei Monate im Mittelmeer.
USS Carney war von 2015 bis 2020 als einer von vier Zerstörern in der Marinebasis Rota beheimatet. Der Auftrag dieses Destroyer Squadron ist die Umsetzung des strategischen Raketenabwehrschilds der NATO gegen Angriffe mit ballistischen Flugkörpern (National Missile Defense) im Mittelmeerraum. Dazu sind die jeweils vier in Rota beheimateten Schiffe mit dem Aegis Ballistic Missile Defense System ausgerüstet.
Im August und September 2016 nahm Carney an der Operation Odyssey Lightning, der Rückeroberung von Sirte, teil.:4 Sie war an die Amphibious Ready Group um die Wasp angegliedert und hatte Kontingente der 22. Marine Expeditionary Unit eingeschifft. Sie unterstützte die nächtlichen Bodenoperationen gegen Kämpfer des ISIL in Libyen, indem sie über Sirte in 28 Feuermissionen insgesamt 285 Beleuchtungsgeschosse aus ihrem 127-Millimeter-Geschütz abfeuerte.:4
Nach der Rückkehr aus Rota lag das Schiff 2020 in Naval Station Mayport. Im Jahr 2023 war es wieder in Rota.
Nach dem Terrorangriff der Hamas auf Israel 2023 teilte das United States Central Command (CENTCOM) am 10. Oktober 2023 mit, dass die Flugzeugträgerkampfgruppe der Gerald R. Ford im östlichen Mittelmeer unterwegs sei. Der Kampfgruppe zugeordnet seien der Kreuzer Normandy als Flugabwehrkoordinator und neben Carney die Zerstörer Thomas Hudner, Ramage und Roosevelt. Auch weitere US-amerikanische Schiffsverbände waren im Bereich des Kriegsgebiets unterwegs. Am 18. Oktober verlegte die Carney durch den Suezkanal ins Rote Meer.

#### Rotes Meer und Golf von Aden 2023/2024

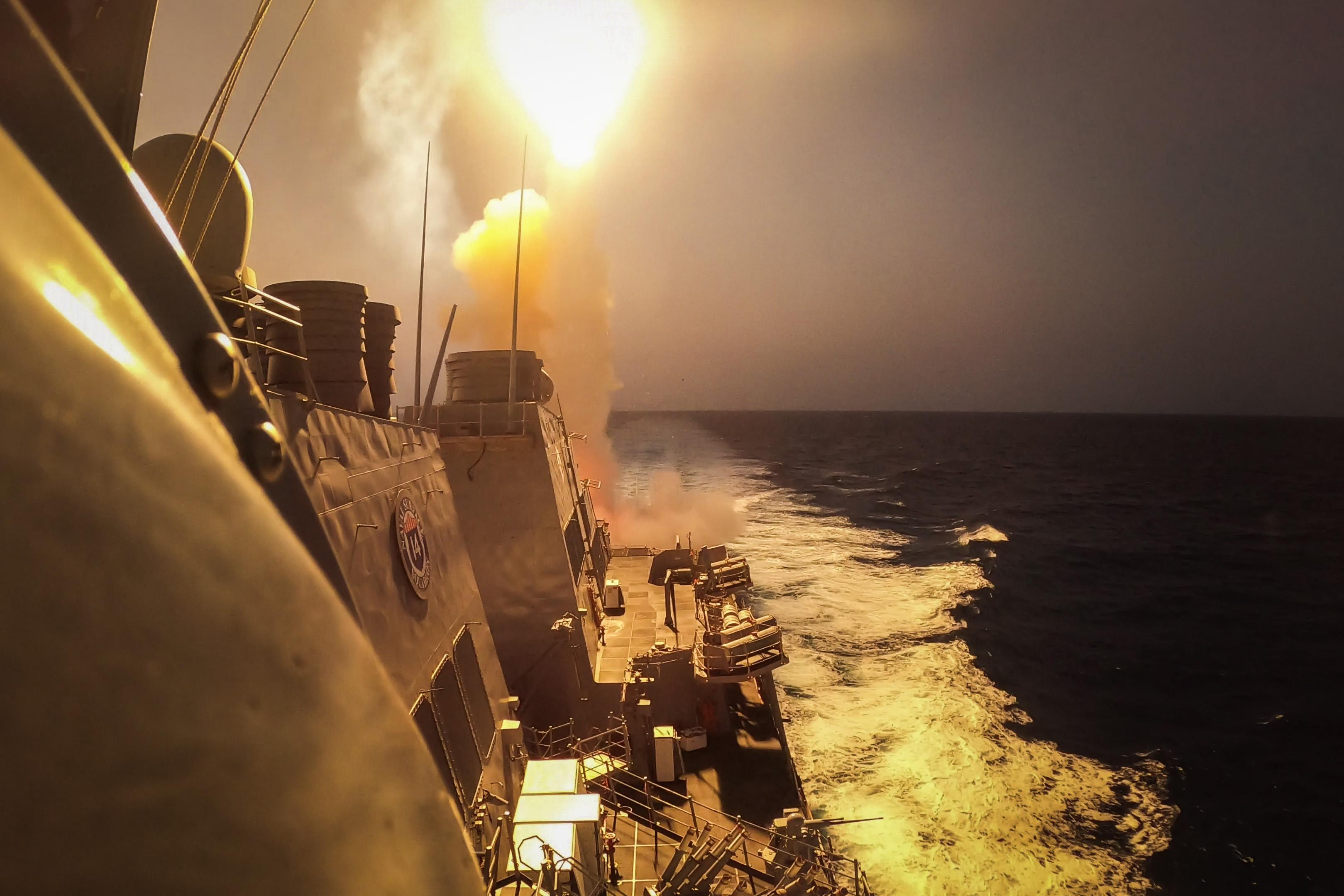
USS Carney startet zur Flugabwehr Flugkörper am frühen Morgen des 19. Oktober 2023 im Roten Meer.

Am 19. Oktober 2023 fuhr Carney nach Angaben des Pressesprechers im US-Verteidigungsministerium, Brigadegeneral Pat Ryder, im nördlichen Roten Meer. Carney setzte am 19. Oktober Flugkörper Standard Missile 2 ein, um über dem Roten Meer mehrere Marschflugkörper gegen Landziele und unbemannte Luftfahrzeuge (Drohnen) zum Absturz zu bringen. Dabei sei Carney selbst nicht angegriffen worden. Einige der Ziele seien auf Flughöhen unterwegs gewesen, die sie mit dem zivilen Luftverkehr in Konflikt hätten bringen können. Der Pressesprecher schrieb die abgefangenen Marschflugkörper und unbemannten Luftfahrzeuge der vom Iran unterstützten Huthi-Miliz zu. Es soll sich ihm zufolge um 3 Marschflugkörper und mehrere unbemannte Luftfahrzeuge, gemäß später gegenüber der Presse geäußerten Hintergrundinformationen um insgesamt vier Marschflugkörper und 15 unbemannte Luftfahrzeuge gehandelt haben. Diese seien innerhalb von neun Stunden Richtung Norden gestartet worden, wobei ihr Kurs sie fast ohne Zweifel nach Israel geführt hätte. Für ihre Leistungen bei diesem Gefecht wurden 21 Besatzungsmitglieder vom Befehlshaber des United States Central Command, General Michael Kurilla, ausgezeichnet, darunter der Schiffskommandant, Commander Jeremy Robertson, der eine Bronze Star Medal erhielt.
Am 29. November 2023 fuhr die Carney in der Nähe des Bab al-Mandab und begleitete ein Frachtschiff unter US-Flagge, das Rüstungsgüter transportierte, sowie das vom Military Sealift Command betriebene Hilfsschiff der United States Navy, den schnellen Kampfgruppenversorger USNS Supply (T-AOE-6). Eine Drohne, deren Typ vom United States Central Command als KAS-04 angegeben wurde und in iranischer Fertigung der Firma Kimia Part Sivan Company als Samad-3 bekannt ist, näherte sich den Schiffen derart, dass Carneys Schiffsführung sich zum Abschuss dieser veranlasst sah.
Am 3. Dezember 2023 richteten sich neuerliche Angriffe gegen drei Handelsschiffe in internationalen Gewässern im Roten Meer. Ein Huthi-Sprecher bekannte sich zu zweien der Angriffe. Die Carney befand sich auf Patrouille, wehrte im Verlauf des Tages drei Drohnen ab, erkundete jeweils die Lage und leistete jedem der Schiffe Hilfe. Nach Darstellung des United States Central Command wurde der Massengutfrachter Unity Explorer zweimal angegriffen: gegen 09.15 Uhr (Angaben in Arabic Standard Time, Zeitzone UTC+3) mit einer ballistischen Rakete, die das Wasser traf, und gegen 12.35 Uhr mit einem Flugkörper, der leichte Schäden am Schiff verursachte. Gegen 15.30 Uhr wurde das Containerschiff Number 9 von einem Flugobjekt getroffen und beschädigt. Gegen 16.30 Uhr meldete der Massengutfrachter Aom Sophie II einen Treffer von einem Flugobjekt, der nach Einschätzung der Carney keinen bedeutsamen Schaden verursachte.
In den Morgenstunden des 16. Dezember 2023 bekämpfte Carney eine Welle unbemannter Luftfahrzeuge, die über einen Zeitraum von zwei Stunden gestartet worden waren, und schoss 14 von ihnen ab. Für dieses Gefecht wurden die Besatzungsmitglieder mit dem Combat Action Ribbon ausgezeichnet, drei überdies mit der Navy & Marine Corps Achievement Medal und Kommandant Robertson sowie ein weiteres Besatzungsmitglied mit der Navy & Marine Corps Commendation Medal.
Bei den Raketenangriffen auf Huthi-Kräfte im Jemen 2024 führte die Carney am Morgen des 13. Januar 2024 den Beschuss einer Radarstellung mit einem Marschflugkörper Tomahawk Land-Attack Missile durch. Am 26. Januar 2024 wehrte die Carney eine gegen sie gerichtete ballistische Anti-Schiff-Rakete ab. Carney half in der Nacht vom 27. auf den 28. Januar 2024 zusammen mit der französischen Fregatte Alsace der Baureihe FREMM der Marine Nationale und dem indischen Zerstörer Visakhapatnam der Visakhapatnam-Klasse der Indischen Marine im Golf von Aden den unter Flagge der Marshallinseln fahrenden Öltanker Marlin Luanda. Ein Treffer mit einer ballistischen Anti-Schiff-Rakete aus dem Jemen gegen 19.45 Uhr hatte einen Teil der Ladung des Tankers entzündet. Die Schiffe unterstützten mit Schaummittel und einem indischen Schiffssicherungs-Team die maritime Brandbekämpfung durch die Tankerbesatzung, die zwanzig Stunden andauerte. Am 2. Februar 2024 schoss die USS Carney eine Drohne über dem Golf von Aden ab.
Im Roten Meer führten die Ansar Allah am 5. März 2024 einen Angriff mit unbemannten Kampf-Luftfahrzeugen und einer ballistischen Anti-Schiff-Rakete in Richtung der Carney durch, der abgewehrt wurde. Am 23. März wurde der chinesische Öltanker unter panamaischer Flagge Huang Pu angegriffen, Carney und andere amerikanische Kräfte schossen im Verlauf des Morgens mehrere unbemannte Luftfahrzeuge ab.

#### Mittelmeer 2024
Carney besuchte am 10. April 2024 den Hafen von Palermo. Gemeinsam mit der in Rota stationierten Arleigh Burke wurde sie danach in Erwartung eines Gegenangriffs nach dem israelischen Luftangriff auf das iranische Konsulat in Damaskus vom 1. April ins östliche Mittelmeer verlegt. Die beiden Schiffe setzten von dort aus während des iranischen Luftangriffs auf Israel am 13. April 2024 mehrere Flugkörper RIM-161 Standard Missile 3 gegen iranische Mittelstreckenraketen ein. Dies war der erste Gefechtseinsatz des 2004 in Dienst gestellten Raketenabwehrsystems überhaupt.

## Technik
Carney ist eines von 21 Schiffen der Variante Flight I der Arleigh-Burke-Klasse und wurde mit der Systemversion Baseline 4 des Aegis-Kampfsystems abgeliefert. Diese Systemversion nutzte die MIL-SPEC-Rechnersysteme AN/UYK-43 bzw. AN/UYK-44, für die U-Boot-Jagd integrierte sie das System AN/SQQ-89(V).
Das Aegis-Kampfsystem mitsamt der bordeigenen Rechnerausstattung sollte bei Carney, wie bei allen 28 Schiffen der Varianten Flight I und  Flight II der Arleigh-Burke-Klasse, im Rahmen des Projekts AEGIS Modernization Baseline ab dem Jahr 2012 modernisiert werden. Wie bereits ab der Systemversion Baseline 6 rüstete diese Modernisierung die Flugabwehrrakete RIM-162 Evolved Sea Sparrow Missile (ESSM) ein. AEGIS Modernization Baseline beinhaltete zudem das Aegis Ballistic Missile Defense System mit der Fähigkeit zur Abwehr ballistischer Raketen mit den Flugkörpertypen RIM-156A Standard SM-2ER Block IV und RIM-174 Standard Extended Range Active Missile (ERAM).
Wegen noch zu geringer Leistung bei der Signalverarbeitung und Radarnutzung konnten die modernisierten Schiffe während einer Mission nur entweder für die herkömmliche Weitbereichs-Flugabwehr oder für die Abwehr ballistischer Raketen zuständig sein. Darum erhielten die in Rota stationierten Schiffe zur Kampfwertsteigerung das Nahbereichsverteidigungssystem SeaRAM, so auch Carney im Jahr 2016 im Austausch gegen eines ihrer vorher zwei Phalanx CIWS.:4
Im Rahmen des Surface Electronic Warfare Improvement Program (SEWIP) wurde 2016 das vorhandene System zur Elektronischen Kampfführung mit der JETDS-Bezeichnung AN/SLQ-32 auf die Version SLQ-32(V)6 hochgerüstet.:4